# Ramularia aplospora
Ramularia aplospora är en svampart som beskrevs av Speg. 1879. Ramularia aplospora ingår i släktet Ramularia och familjen Mycosphaerellaceae.   Inga underarter finns listade i Catalogue of Life.